# Boris de Schlözer
Borís Fiódorovich Schlözer (Schloezer), en ruso: Борис Фёдорович Шлёцер, a veces una transliteración de Boris Fëdorovič Šlëcer o Boris de Šlëcer, (Vitebsk  8 de diciembre de 1881 - París 7 de octubre de 1969), fue un musicólogo y traductor francés de origen ruso. 

## Biografía y trayectoria
Schlözer fue un descendiente de la rama rusa de una familia noble alemana que emigró a Francia después de la Revolución de Octubre. Participó en la Nouvelle Revue Française y tradujo obras de numerosos autores rusos, entre ellos Gogol, Dostoievski, Rozanov y especialmente su amigo Lev Shestov, a quien ayudó a difundir su filosofía en Francia.
Era un apasionado de la música y escribió monografías sobre compositores, a veces en colaboración con su hermana Tatiana Schlözer (1883-1922). En su Introducción de Schloezer a J.-S. Bach esboza un enfoque fenomenológico de la música y está de acuerdo con las teorías musicales de la Gestalt contemporáneas. Escribió prolíficamente sobre Stravinsky, incluida una de las primeras biografías del compositor. Los escritos de Schloezer fueron influyentes para Boulez y su generación, aunque Schloezer ocasionalmente criticó a Boulez, por ejemplo en su artículo de 1955 "Retour à Descartes".

## Obras
- Igor Stravinsky (1929)
- Gogol (1932)
- Introduction à J.-S. Bach; essai d'esthétique musicale (1947)
- Retour à Descartes (1955)
- Problèmes de la musique moderne (con Marina Scriabine, su sobrina) (1959)
- Mon nom est personne, roman (1969)
- Alexandre Scriabin (1975)

Traducciones del ruso al francésː
- Dostoïevski et la lutte contre les évidences, de Léon Chestov (1922)
- La Confession de Stavroguine, de Dostoïevski (1922)
- La Guerre et la Paix, de Tolstoï
- Le Diable de Tolstoï.